# NGC 6891
NGC 6891 è una nebulosa planetaria nella costellazione del Delfino, scoperta da Ralph Copeland nel 1884.
È una nebulosa molto giovane: la stella centrale irradia ancora molta energia e la temperatura superficiale si aggira intorno agli 85.000 gradi K e come molte altre della stessa età, è circondata da un alone che è il residuo del passato della stella progenitrice quando era nel ramo asintotico delle giganti. 
A causa delle ridotte dimensioni e della magnitudine, per osservarla occorre almeno un telescopio da 100 ingrandimenti.